# AYASEN
AYASEN（アヤセン）は、日本の女性シンガーソングライター。

## 人物
大阪府出身。A型。
ギターメーカー「ESP」とエンドース契約。使用ギターはE-ⅡのARROW。GCA大阪校とAYA1000RRのコラボ企画でバイク型のギターを共に製作。

## discography(自費制作)
- 「乗り過ごしてゆく日々の中で」
- 「最高Holiday!」
- 「The dreams come true.」
- 「波乱万丈」
- 「スローモーション」
- 「Speed things up!」

## 主な出演メディア等

### ドラマ
- TBS 「神の舌を持つ男」
- TBS 「私結婚できないんじゃなくて、しないんです。」
- EX 「スペシャリスト Specialist」
- NTV 「視覚探偵日暮旅人」
- TBS 「ヤメゴク!」 第5話

### テレビ
- サンテレビ 「Like a wind」 - レギュラー
- EX 「musicるTV@KANSAI」 - AYA1000RR密着取材

### CM
- 医療法人社団アール･アンド･オー 「探偵」篇 - ナース 役
- Panasonic 「プライベートビエラ」
- 大正製薬 「大正漢方胃腸薬」
- 西友 「ギフトク 法廷」篇
- 西友 「ロック黄門 ニセモノ」篇 - 街娘 役
- マークイズ静岡 「2nd anniversary」

### モデル
- 「DEGNER」カタログ2014春夏 LEATHER&TEXTILE WEARS AND ACCESSORIES Vol.10

### 雑誌
- 「MOTONAVI」No.90
- 「関東・東北じゃらん4月号」
- 「mg.」vol.1
- 「L+Bike」
- 「RIDE」75号・76号

### ラジオ
- FM KISHIWADA 「AYA1000RRのブンブンルーム」